# 49. østlige længdekreds
Den 49. østlige længdekreds (eller 49 grader østlig længde) er en længdekreds, der ligger 49 grader øst for nulmeridianen. Den løber gennem Ishavet, Europa, Asien, Afrika, det Indiske Ocean, det Sydlige Ishav og Antarktis.